# Wólka Krasienińska
Wólka Krasienińska – wieś w Polsce położona w województwie lubelskim, w powiecie lubartowskim, w gminie Kamionka.
W latach 1975–1998 miejscowość administracyjnie należała do ówczesnego województwa lubelskiego.
Wieś stanowi sołectwo gminy Kamionka. Według Narodowego Spisu Powszechnego (III 2011 r.) wieś liczyła 100 mieszkańców.
Wierni Kościoła rzymskokatolickiego należą do parafii Narodzenia Najświętszej Maryi Panny i św. Sebastiana w Krasieninie.

## Historia
Wieś Wólka Krasienińska notowana  jest w roku 1529 jako Crasniska Vola, stanowi wówczas własność szlachecką, płacą tu dziesięcinę pieniężną biskupowi.  
Według Słownika geograficznego Królestwa Polskiego z roku 1883, dawniej Krasienińska Wola, wieś i kolonia w powiecie lubartowskim, gminie Samoklęski, parafii Krasienin. Kolonia Wólka Krasienińska posiadała osad 8, z gruntem mórg 140, natomiast wieś Wólka Krasienińska osad 11 z gruntem mórg 150. Zarówno wieś, jak i kolonię wydzielono jako nomenklatury po rozparcelowaniu dóbr Krasienin które miało miejsce w roku 1869, 1870, 1871 i 1873.